# Svenstrup (Favrskov Kommune)
 For alternative betydninger, se Svenstrup. (Se også artikler, som begynder med Svenstrup)
Svenstrup er en landsby i Midtjylland med 257 indbyggere  (2024). Svenstrup er beliggende 3,5 kilometer sydvest for Hammel og 27 kilometer nordvest for Aarhus. Landsbyen ligger i Region Midtjylland og tilhører Favrskov Kommune.
Svenstrup er beliggende i Søby Sogn og Søby Kirke ligger i landsbyen.
Svenstrup har eget vandværk, stadion og også et forsamlingshus: Svenstrup Forsamlingshus.
Svenstrup Borger- & Gymnastikforening afholder hvert år en sommerfest i en weekend i august for byen.